# 貝登省
貝登省（Departamento de Petén）是瓜地馬拉最靠北的省份，同時也是瓜地馬拉最大的省份（33566 km²），約佔整個瓜地馬拉國土的三分之一面積，其首府為弗洛雷斯，在2011年時的估計人口為63萬人，人口成長快速。位於圣埃琳娜的馬雅世界國際機場為主要空運入口。陸地上與墨西哥、貝里斯相鄰。

## 行政區劃
- 多洛雷斯
- 弗洛雷斯
- 拉利伯塔德
- 梅爾喬德門科斯
- 波普通
- 聖安德烈斯
- 聖貝尼托
- 聖弗蘭西斯科
- 聖何塞
- 聖路易
- 聖安娜
- 薩亞斯切
- 拉斯克魯塞斯
- El Chal（西班牙语：El Chal (Petén)）